# Lista de episódios de The Jungle Bunch
Esta é uma lista de episódios de The Jungle Bunch (Missão: Ao Resgate da Selva (título em Portugal) ou A Turma da Floresta (título no Brasil)) é formada por 2 séries animadas, a primeira série com 26 episódios e a segunda série com 106 episódios. A segunda temporada foi exibido em 2 de novembro de 2015.

## Resumo
| Séries                       | Temporada | Temporada | Episódios                            | Estreia original      | Estreia original      |
| Séries                       | Temporada | Temporada | Episódios                            | Estreia da temporada  | Final da temporada    |
| ---------------------------- | --------- | --------- | ------------------------------------ | --------------------- | --------------------- |
| Turma da Floresta ao Vivo    |           | 1         | 26                                   | 23 de outubro de 2011 | 4 de novembro de 2011 |
| Turma da Floresta ao Resgate |           | 1         | 52+1 (crossover com La Chouette)     | 2012                  | 2014                  |
| Turma da Floresta ao Resgate |           | 2         | 52+1(Crossover com a série A Coruja) | 5 de novembro de 2015 | 2016                  |

## Turma da Floresta ao Vivo
A Turma da Floresta ao Vivo (conhecido como Les As de la jungle - En Direct em francês) é a primeira série da Turma da Floresta. Formada por 26 episódios, com duração de 1 minuto e meio. Os episódios foram transmitidos pela France 3, entre 23 de outubro a 4 de novembro de 2011.

## Turma da Floresta ao Resgate
A Turma da Floresta ao Regaste (conhecido como Les As de la jungle - A la Rescousse! em francês) é a segunda série da Turma da Floresta. Formada por 2 temporadas, com 106 episódios, com duração de 11 minutos. Os episódios foram transmitidas pela France 3, entre 2012-2014 e 2015-2016.

### 1ª Temporada (2012-2014)
| Episódio | Título                     | Exibição Original |
| --- | -------------------------- | ----------------- |
| 01 | "Profundo no Abismo"       | 2012              |
| O Professor Ernest pede ajuda à Turma da Floresta, porque um tremor de terra abriu um buraco enorme no meio de sua aldeia! Ele precisa que a turma faça alguma coisa. Cavando fundo o buraco, a galera consegue salvar a aldeia.                          |                            |                   |
| 02 | "A Rocha do Medo"          | 2012              |
| Os elefantes são importunados por um suposto fantasma. Escondido atrás de uma pedra, o fantasma exige que eles lhe deem todas as suas frutas como uma oferenda. A Turma logo descobrirá que o fantasma é apenas um animal muito especial.                 |                            |                   |
| 03 | "Rubies são para Sempre"   | 2012              |
| Melina, uma ex-namorada de Gilbert, roubou os rubis da floresta, para criar uma espécie de laser maléfico. Ela quer dominar a floresta e o esconderijo da turma com a ajuda de um exército de caranguejos totalmente fiel a ela.                          |                            |                   |
| 04 | "O Berry Sangrento"        | 2012              |
| Uma tartaruga pegou uma doença misteriosa e é impossível tirá-la de um sono profundo desde que ela engoliu uma bela fruta vermelha. A Turma da Floresta logo é chamada. Batricia, por outro lado, procura um BATOM especial para seduzir Gilbert.         |                            |                   |
| 05 | "A Invasão já Começou"     | 2012              |
| Flamingos acham que caranguejos ferradura são alienígenas que invadiram o lago. Por causa de um desentendimento entre Batricia e Gilbert, a turma se vê dividida em dois. Após uma batalha, Maurice percebe que tudo não se passou de um mal-entendido.   |                            |                   |
| 06 | "Missão Mantenha a Calma"  | 2012              |
| A Turma da Floresta é convocada por lontras pacíficas para salvar sua aldeia, que foi invadida por hamsters. Mas há uma condição: que não usem violência. A turma chega ao vilarejo tentando conversar, mas nada se resolve.                              |                            |                   |
| 07 | "Capitão Cahouete"         | 2012              |
| Mas quem é esse tal de Capitão Cahouète que finge ser tão valente quanto a Turma da Floresta e desafiou o Grande Furax? Será que ele vai substituir a turma? Maurice está preocupado.                                                                     |                            |                   |
| 08 | "A Areia de Fogo"          | 2012              |
| Maurice deverá arrumar suas listras, elas estão quase apagadas. Mas, enquanto eles brincavam de Jedi, Al e Bob derrubaram o barril de tinta laranja de Maurice. A turma então procura o pintor Umberto em busca do pigmento, mas ele não tem mais nada.   |                            |                   |
| 09 | "A Grande Conceira do Mal" | 2012              |
| O que é essa tal de Grande Coceira Diabólica que deixa os suricatos doidinhos? Mama Dongo, uma velha suricato fêmea, pede ajuda à Turma da Floresta para descobrir! Eles logo saberão que não se trata de uma maldição, mas de uma infestação de piolhos. |                            |                   |

10. Princess Groundhog

11. The Striking Cry

12. Boiling Show

13. Free Fall

14. The Little Plant of Horrors

15. The Devastation

16. The Jungle Bunch and the Lost Groove

17. The Swamp

18. The Five Taos of Thunder

19. Flight Over a Lettuce Nest

20. Daddy Miguel

21. Seven minutes Flat

22. An Impossible Mission

23. The Night Monster

24. Possum Recall

25. The Valley of the Hundred Perils

26. Dragon Mission

27. The Prophecy

28. Smoked Bananas

29. Junior's First Catch

30. Assault on the Jungle Bunch

31. In Her Majesty Service

32. The Fan Club

33. The Jungle Bunch's Nightmare

34. Jungle Bells

35. The Strongest Animal in the Jungle

36. Desperately Seeking Bob

37. Saving Al and Bob!

38. Jungle Eyes

39. The Cyclone Eye

40. Shells and Shellfish

41. Web of Fear

42. Trippleped Strikes Back

43. The Yellow Cave Mystery

44. Jungle Bunch Tackles a Wedding

45. The Fireflies Night

46. Hic Hic Hiccups!

47. The Stars Stone

48. The Jungle Bunch Behind The Wheel

49. Funny Bird (Crossover com a série A Coruja)

50-53. The Great treasure Quest: Part 1-4 (especial de televisão)

### 2ª Temporada (2015-2016)
1. (54) The Cube
2. (55) Show Must Go On
3. (56) The Melting Mangoes
4. (57) Dance of the Vultures
5. (58) The Mini Jungle Bunch
6. (59) Bad Hamsters
7. (60) The Tiger Hunt
8. (61) Abracadabra
9. (62) Pursuing the Green Emerald Paw Paw
10. (63) All Bets Are Off
11. (64) Catch as Catch Can
12. (65) Mammoths Rule!
13. (66) A Secret Mole
14. (67) For a Fistful of Cahouetes
15. (68) The Wild Bunch
16. (69) Jungle Bums
17. (70) Planet of the Ape
18. (71) Tarsier in Danger
19. (72) Guava or Pawpaw
20. (73) The Jungle Feast
21. (74) Ice Scream
22. (75) An Explosive Duel
23. (76) 20,000 Bubbles Under the Sea
24. (77) The Jungle Genius Awards
25. (78) This Land is Not Your Land
26. (79) Rabbit trickeries
27. (80) The Good, The Baddies and The Intern
28. (81) Brain Drain
29. (82) Caset Their Nests
30. (83) Marcel the Puppet Master
31. (84) Hibertarsus
32. (85) A Sticky Situation
33. (86) Saving Junior
34. (87) SOS Meteorite
35. (88) Furies on the Prowl
36. (89) For a Few Pearls More
37. (90) The Christmas Heist
38. (91) The Fake Fan
39. (92) Eggs Hunt
40. (93) Inseparable Duo
41. (94) Beware of the Gorilla
42. (95) Double Frog Dare
43. (96) A Fishbowl for Two
44. (97) Mini Jungle Bunch, Maxi Fear
45. (98) Jungle Giggles
46. (99) Phantoms
47. (100) Invaders from the Deep
48. (101) Surpriiise!
49. (102) The Jungle Bunch Are in the Place
50. (103) Crescendo Megalo
51. (104) Patator
52. (105) The New Hero
53. (106) Operation Chouettage De Dragon (Crossover com a série A Coruja)